# 面白画像

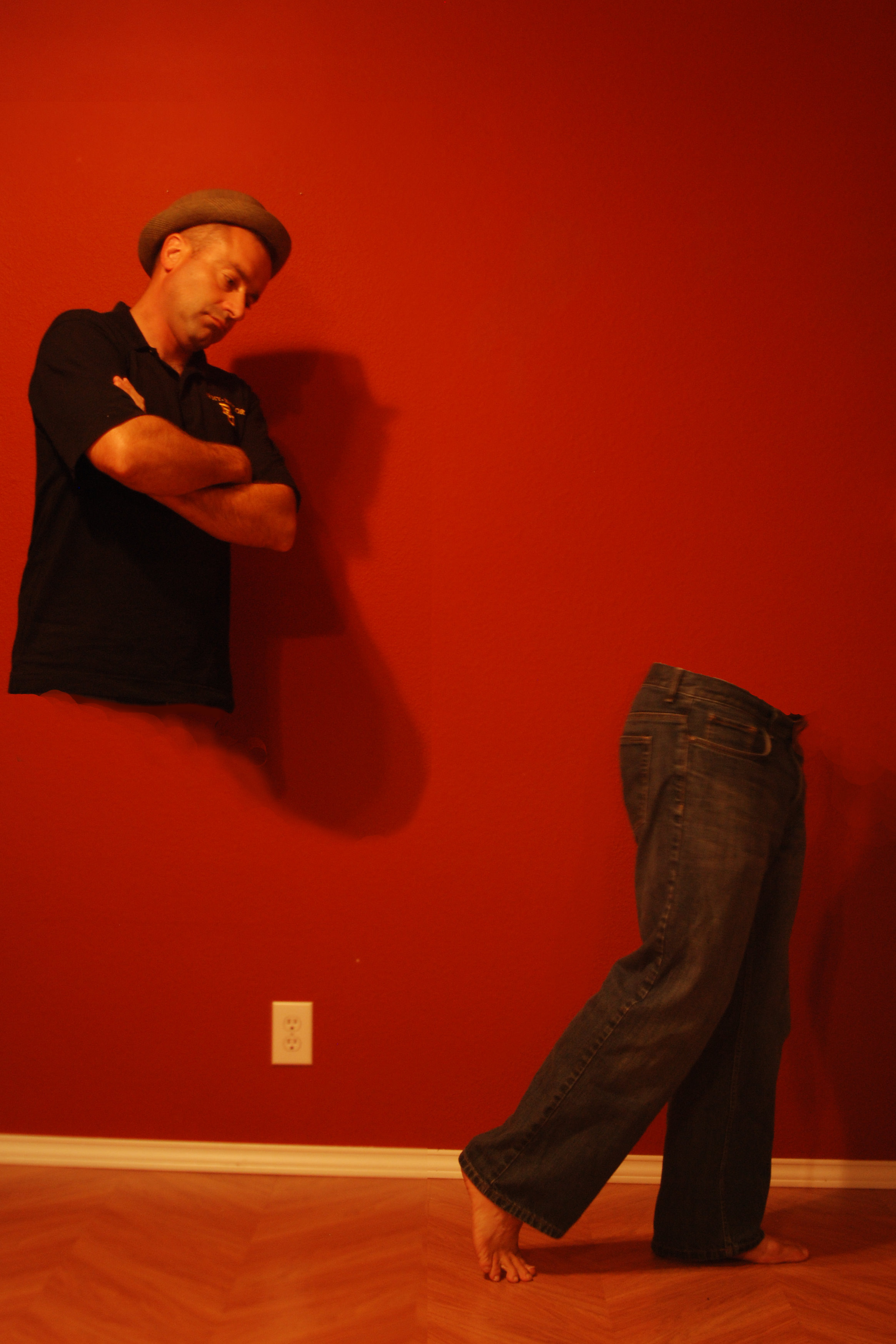

面白画像（おもしろがぞう）とは、主にインターネット上においてジョーク、ユーモア、悪ふざけのために作成・公開される画像のこと。現在はコラージュが語源のコラ画像ということが多い。
著名な人をモデルにするとネットでコラ画像用の切り抜き画像まで出回る。一時期、習近平とクマのプーさんのコラ画像が流行り、中国ではクマのプーさんの映画が上映禁止されたりもした。